# Parque nacional natural Utría
El Parque Nacional Natural Utría es considerado como único en su tipo por contener gran variedad de ecosistemas, que van desde el marino hasta el selvático. Enmarcada por la inmensidad del Océano Pacífico y las estribaciones de la Serranía del Baudó, se estima como uno de los parques nacionales más biodiversos no solo dentro de Colombia sino en el mundo.
Actualmente se encuentra en gran peligro, pues entre las propuestas del Plan Nacional de Desarrollo, toma fuerza una propuesta que pretende la construcción del puerto más grande de Colombia, con capacidad para recibir buques de hasta 200.000 toneladas. Los impactos que generaría al medio ambiente esta Megaobra serían desastrosos e irreversibles.

## Generalidades

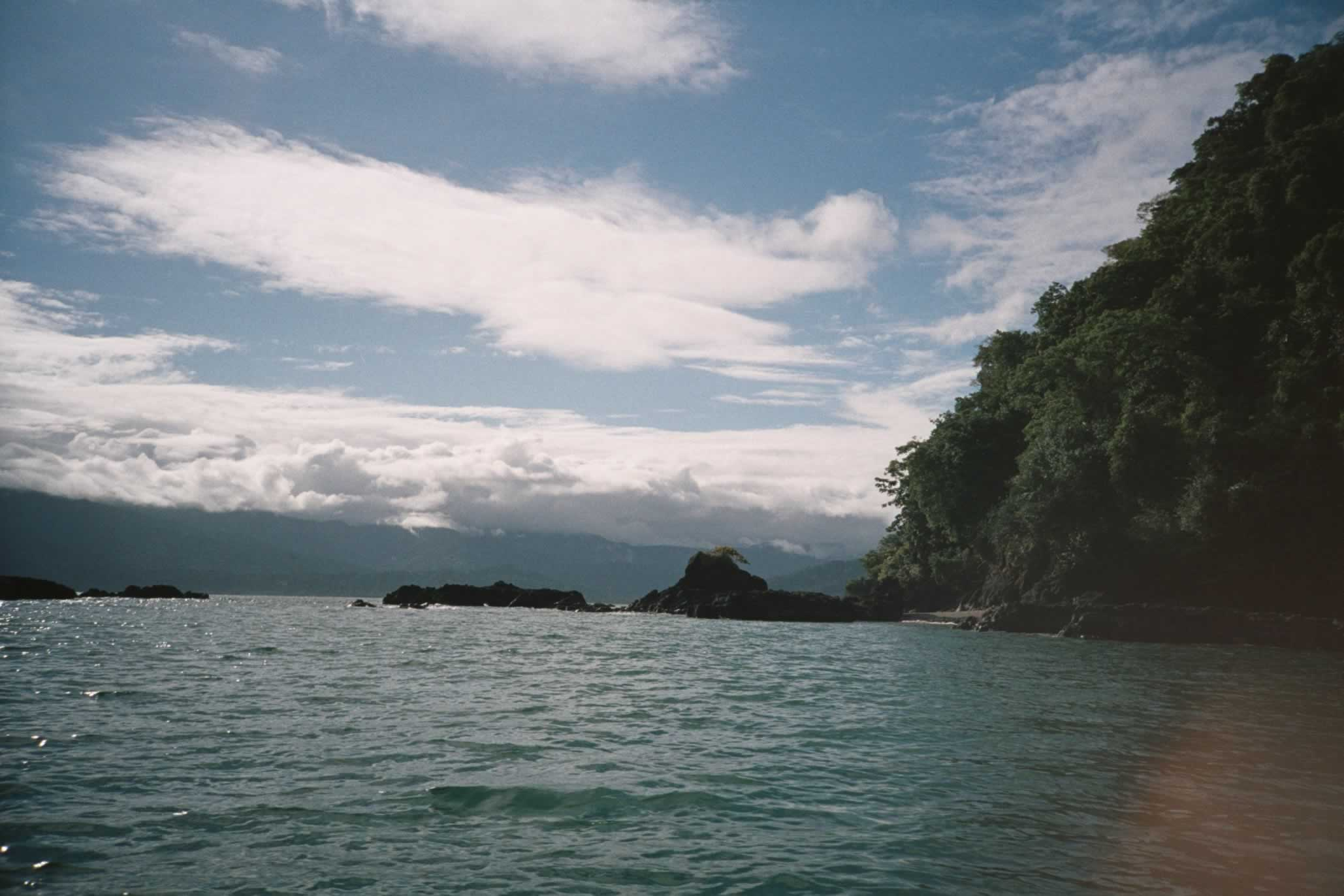
Playas cercanas a Nuquí, en proximidad a Utría

### Descripción
Utría comprende además del bosque húmedo tropical, estuarios, manglares, arrecifes coralinos y más de 10 000 hectáreas de Océano, que incluyen fondo marino y litoral. Es por esto que el parque encierra varios de los ecosistemas más variados y a la vez frágiles en el planeta.
El parque consta de una pequeña península de aproximadamente un km de ancho, la cual abraza a la ensenada propiamente dicha. En su mayoría la costa de Utría es rocosa y angosta, compuesta de arrecifes coralinos, por lo cual la selva casi llega hasta la orilla del mar. Existen pocas playas arenosas.
Los colonos acostumbran hacer quemas para adecuar el terreno para la siembra y la ganadería. Estas prácticas, junto a la pesca indiscriminada, la caza y la tala son un gran problema para la vida salvaje y un gran reto para la conservación, ya que muchas comunidades en el área dependen de dichas actividades.
Aparte de las comunidades afroamericanas y mestizas, el parque está habitado por las comunidades Emberá, que junto con los Kuna han sido los pobladores ancestrales de Utría.

### Ubicación
La ensenada de Utría se encuentra entre los 5° 53' y 6° 11' Norte y entre 77° 9' y 77° 24' Oeste, incluida en su totalidad dentro del departamento del Chocó, en el pacífico colombiano, en jurisdicción de los municipios de Bahía Solano y Nuquí.
Sus límites son, en el norte, las estribaciones de la Serranía del Baudó que parten desde el Alto del Buey, el punto más alto dentro del parque (1400 m s. n. m.). Al este, los ríos Bojayá y Condoto forman su frontera, al sur el río Jurubirá y los Cerros Cuguchos, y finalmente al oeste el Océano Pacífico.

### Clima
El clima del parque es cálido húmedo, y está determinado por 2 características singulares del parque que son la Serranía y el Océano Pacífico. Esto causa que la humedad sea bastante alta, originando una gran precipitación de lluvias todo el año. Las mareas, que se elevan alrededor de unos 2 metros, dominan la parte costera. La temperatura oscila entre 23 y 30 °C.

### Geología
Utría es una zona bastante quebrada en su geología, caracterizada por formaciones volcánicas y sedimentarias del Terciario de hace unos 70 millones. En el parque abundan las fallas y el plegamiento de las estructuras sedimentarias que corren paralelas a la Serranía del Baudó.
La mayor parte de los suelos del parque son escarpados o abruptos, con un horizonte de materia orgánica pobre y estrecho por lo cual resultan muy susceptibles a la erosión.
El talud de Utría es bastante empinado, de tal forma que las estribaciones de la serranía se introducen en el mar por lo que a pocos kilómetros de la costa se encuentra un ecosistema de aguas abiertas y profundas.

### Hidrografía
Debido a que la Serranía hace parte del parque, ésta atrapa la humedad que traen los vientos desde el océano y causa que la lluvia sea constante durante la mayoría del año (unos 300 días) con precipitaciones de más de 10 000 mm en promedio. Esto la convierte en la zona más lluviosa del mundo.
La constante lluvia sumada a la quebrada geografía del área crea centenares de pequeñas cascadas y ríos de curso muy corto.
En Utría nace el río Baudó, uno de los más caudalosos de la región chocoana. Los demás ríos que nacen en el parque son afluentes de este, siendo los principales el Bojayá, Boroboro, Condoto, Condotico, y las quebradas Chorro, Munduquera y San Pichi.

## Vida silvestre

### Vegetación y flora
Gran parte del parque está cubierto de selva muy húmeda de piso cálido. Su diversidad y endemismo son de los más altos del mundo. Se calculan unas 35.000 especies de plantas superiores, que incluyen árboles, leguminosas, flores y otras.
En Utría existen por lo menos 4 especies de mangle, de las 7 especies detectadas en Colombia: mangle piñuelo, rojo, negro y blanco. El mangle piñuelo parece dominar sobre los demás, creciendo sobre los suelos consolidados por los sedimentos de los ríos y quebradas.
Los elementos florísticos y vegetales más destacados son los siguientes:
- Abarco (Cariniana pyriformis).
- Abrojo (Dialium).
- Aserrín (Parkia pendula).
- Bijo (Virola sebifera).
- Brassavola.
- Bromelia.
- Caimito (Chrysophyllum cainito).
- Caoba (Swietenia macrophylla).
- Ceiba pentandra.
- Fresno (Tapirira guianensis).
- Helecho (Pterophyta).
- Jigua (Nectandra).
- Mangle.
  - Mangle negro (Avicennia germinans).
  - Mangle blanco (Laguncularia racemosa).
  - Mangle piñuelo (Pelliciera rhizophoreae).
  - Mangle rojo (Rhizophora brevistyla).
- Miconia.
- Mora oleifera.
- Palma (Arecaceae).
- Palma de seje (Jessenia bataua).
- Palmera de asaí (Euterpe oleracea).

|             |
| Brassavola. |

|          |
| Helecho. |

|         |
| Mangle. |

|           |
| Oncidium. |

|           |
| Bromelia. |

|          |
| Palmera. |

### Fauna
De acuerdo con los cálculos de la National Academy of Science, el parque alberga unas 125 especies de mamíferos, 400 de aves y 1000 de reptiles, tan solo en el bosque húmedo y sin contar el ecosistema marino. Debido a su aislamiento de los Andes ha desarrollado especies endémicas (tanto de flora como de fauna) que no se encuentran en ninguna otra parte. 
Además de la fauna terrestre, el parque contiene dos formaciones coralinas que son los únicos reductos protegidos de coral en la costa pacífica suramericana. Se llaman Riscal de la Chola y Riscal de Playa Blanca, y se encuentran a unos 3 km de la costa.
Entre los elementos faunísticos se destacan los siguientes:
Aves:
- Águila harpía (Harpia harpyja).
- Colibrí (Trochilinae).
- Garza mora (Ardea cocoi).
- Mirlo (Turdus fuscater).
- Pelícano pardo (Pelecanus occidentalis).
- Trepatroncos (Dendrocolaptidae).
- Tucán (Ramphastidae).

Corales:
- Lophogorgia alba.
- Pocillopora damicornis.
- Psammacora stellata.
- Porites paramensis.
- Pavona gigantea.
- Pavona clavus.
- Pavona varians.

Mamíferos:
- Armadillo (Dasypodidae).
- Ballena jorobada (Megaptera novaeangliae). (migraciones estacionales)
- Cachalote (Physeter macrocephalus).
- Comadreja de agua (Chironectes minimus).
- Mono araña (Ateles).
- Oso hormiguero gigante (Myrmecophaga tridactyla).
- Perezoso bayo (Bradypus variegatus).
- Puma (Puma concolor).
- Jaguar (Panthera onca).
- Jabalí (Pecari tajacu).
- Zarigüeya común (Didelphis marsupialis).
- Zarigüeya ratón (Marmosa).
- Zorro (Pseudalopex).
- Zorro gris (Urocyon cinereoargenteus).

Crustáceos:
- Camarón (Macrobracium americanum).
- Cangrejo de agua dulce (Potamocorcinus colombiensis).
- Cangrejo ermitaño (Paguroidea).
- Cangrejo rojo de Utría (Hipolobocera utriensis).

Serpientes y reptiles:
- Basilisco de cabeza roja (Basiliscus galeritus).
- Boa común (Boa constrictor imperator).
- Caimán tulisio (Caiman crocodilus).
- Cocodrilo aguja (Crocodylus acutus).
- Iguana verde (Iguana iguana).
- Serpiente bejuco (Oxybelis brevirostis).
- Serpiente de coral.
- Tortuga bache (Cherydra serpentina).
- Tortuga carey (Eretmochelys imbricata).
- Tortuga golfina (Lepidochelys olivacea).
- Tortuga pintada (Trachemys scripta).

Anfibios y otros:
- Arácnidos (Arachnida).
- Mariposa (Lepidoptera).
- Mojarra.
- Pez cofre (Lactoria cornuta).
- Rana arborícola (Eleutherodactylus).
- Rana arlequín (Atelopus spurrelli). (endémica)
- Rana del Alto del Buey (Dendrobates altobueyensis). (endémica)
- Rana cocoi (Dendrobates histrionicus).
- Rana flecha roja y azul (Dendrobates pumilio).
- Sapo (Bufo bufo).

|         |
| Jaguar. |

|        |
| Zorro. |

|                |
| Tortuga carey. |

|            |
| Pez cofre. |

|                 |
| Oso hormiguero. |

|        |
| Coral. |